# Hirticollis hispidus
Hirticollis hispidus ist ein Käfer aus der Familie der Blütenmulmkäfer (Anthicidae).

## Merkmale
Die Käfer der Art Hirticollis hispidus werden 2,5 bis 3 Millimeter lang. Sie sind überwiegend braunschwarz gefärbt. Der ganze Körper der Käfer einschließlich der Beine weist lange, abstehende Haare auf. Über das vordere Drittel der Flügeldecken verläuft eine gelbe Querbinde. Die Punktierung der Flügeldecken ist im vorderen Bereich spärlicher aber gröber. Der Halsschild ist heller als der Kopf. Fühler und Palpi sowie die Beine mit Ausnahme der Femora sind gelbrot gefärbt.

## Verbreitung
Hirticollis hispidus ist in Südeuropa sowie im südlichen Mitteleuropa weit verbreitet. Das Vorkommen der Art erstreckt sich über den gesamten Mittelmeerraum einschließlich des angrenzenden Nordafrika. Auf Madeira und den Kanarischen Inseln ist die Art ebenfalls vertreten. Im Osten reicht das Verbreitungsgebiet über den Nahen und Mittleren Osten (Iran) und die Arabische Halbinsel bis nach Zentralasien.

## Lebensweise
Die Art Hirticollis hispidus bevorzugt als Lebensraum niedrige Lagen mit sandigen oder kieshaltigen Böden, insbesondere in Gewässernähe. Man findet die Käfer häufig im Detritus.

## Taxonomie
In der Literatur finden sich folgende Synonyme:
- Anthicus hispidus Rossi, 1792
- Hirticomus hispidus (Rossi, 1792)
- Anthicus bicolor Olivier, 1795
- Anthicus hirtellus Creutzer, 1796
- Notoxus hispidus Rossi, 1792